# Pax Labs
 (février 2022).
Pax Labs Inc. (originellement Ploom puis PAX Labs à partir de 2015) est une société californienne d'innovation technologique basée à San Francisco dans le quartier de Mission District et spécialisée dans le développement de vaporisateurs électroniques et de technologies brevetées liées à la vaporisation de matières végétales dans leurs formes brutes et sous forme d'extraits concentrés. 
Depuis sa création en 2007 et la commercialisation de différents vaporisateurs sous la marque Ploom, la société présente depuis 2012 les vaporisateurs portables sous l'appellation PAX et Pax ERA.  
Entre autres innovation, Pax Labs a développé la cigarette électronique Juul. La division chargée de son développement devient une entité à part entière connue sous le nom de Juul Labs Inc. à partir de 2017. 
La volonté exprimée de Pax Labs est de proposer des innovations technologies et appareils qui apportent aux consommateurs des alternatives pertinentes à la combustion.

## Histoire
En 2004 James Monsees et Adam Bowen, alors étudiants à l'université de Stanford et dans une période de cessation de tabac, collaborent sur un projet d'étude commun. Leur sujet est la conception d'une technologie et d'un appareil portable pouvant délivrer de la nicotine tout en se passant de la combustion du tabac. 
C'est dès cette époque qu'ils dévelloppent le concept du "heat-not-burn" disponible au travers d'un appareil au format compact et portatif. Le principe de base de la technologie  "heat-not-burn" est que les matériaux consommés sont chauffés sans combustion à une température allant de 180 à 350 degrés Celsius afinde produire un aérosol inhalable. Diifférence fondamentale avec la combustion classique qui produit de la fumée résultant d'un point de chauffe pouvant atteindre jusqu’à 900 degrés Celsius.
Fraîchement diplômés et grâce aux retours positifs que leur projet d'étude a reçu, James Monsees et Adam Bowen sont convaincus que la technologie et le produit développé ont un avenir et fondent alors l'entreprise Ploom Inc. en 2007.
A partir de 2010 Ploom commercialise son premier vaporisateur sous le nom ModelOne. Avec cette innovation, très rapidement la jeune startup suscite l'intérêt du géant du tabac JTI qui sera dès lors soutien financier pour accompagner la R&D de Ploom Inc.
En 2015, après l'acquisition par JTI d'un certain nombre de licences et brevets developpés et propriétés de Ploom Inc., la société Ploom Inc. devient la société PAX Labs Inc.
C'est aussi à cette époque que ; fondé sur le succès du vaporisateur PAX sorti en 2012 et plébiscité par plusieurs centaines de milliers de consommateurs de cannabis ; PAX Labs Inc. concentre tous ses efforts sur le développement d'une technologie de vaporisation dédiée à accompagner les fumeurs et non-fumeurs dans leur démarche d'une consommation de cannabis sans combustion.
Distribué exclusivement aux États-Unis et au Canada, PAX Labs Inc. reçoit en juin 2015 un financement de 46,7 millions de dollars en "série C", financement qui accompagne les premiers pas de PAX Labs en Europe au travers d'un système de distiribution local et ainsi permet d'introduire les technologies de vaporisation développées par PAX Labs Inc. aux consommateurs Européens à partir de 2016.
Toujours en 2015, PAX Labs Inc., présente le PAX 2 qui offre entre autres innovations une autonomie de la batterie plus longue dans un format plus petit et plus léger et sans aucune pièce mobile à entretenir. Le vaporisateur PAX 2 reste bien entendu fidèle à l'ADN de la marque étant un vaporisateur discret et simple d'usage grâce à un unique bouton qui permet de contrôler la marche et l'arrêt ainsi que la sélection de température pré-réglées.
C'est aussi cette année que les équipes de R&D PAX Labs Inc. créent ce qui reste à ce jour comme une évolution majeure du marché de la e-cigarette, l'utilisation de sels de nicotine dans des formulations brevetées sous forme liquide et consommables au travers d'un système propriétaire et breveté de petites cartouches pré-remplies "JUULpods".
En novembre 2015, PAX Labs s'associe à l'artiste canadien The Weeknd avec la sortie d'une édition exclusive du PAX 2 XO.
En 2016, le vaporisateur portable PAX 2, révolution dans sa catégorie, qui a apporté une alternative concrète à des centaines de milliers de fumeurs et une solution à des centaines de milliers de non-fumeurs pour consommer différemment du cannabis ; dans un but thérapeutique aussi bien que récréatif ; contribue au dépassement du symbolique 1 Miilion de vaporisateurs PAX vendus à travers le monde.
C'est toujours en 2016 que PAX Labs Inc. révèle le PAX ERA, un vaporisateur ultra portable qui offre une nouvelle expérience de vaporisation de cannabis, les extraits étant sous une forme liquide et contenus dans des pods à la technologie brevetée.
Fidèle aux standards de qualité de ses matériaux et procédés de fabrication ; accordant des licences et fournissant les PAX pods et la machine de remplissage brevetés ; PAX Labs Inc. s'est associé à des producteurs de cannabis reconnus dans plusieurs états aux États-Unis et au Canada ; où la consommation de cannabis est régulée  dans le cadre d'un usage médical ou récréatif ; afin de proposer aux consommateurs une large variété de PAX pod remplis d'extraits de cannabis, isolats et resine au format liquide.
Fin 2016, PAX Labs Inc. ; toujours porté par la volonté d'apporter des innovations utiles et faisant sens pour le consommateur ; présente le PAX 3. Ce nouveau vaporisateur qui, outre une batterie plus puissante, un temps de charge réduit et le double usage (fleur et concentré), propose le contrôle du software propriétaire au travers une application disponible sur Android et iOS et qui permet de configurer les nombreuses fonctionnalités du vaporisateur PAX 3. 
Qu'il s'agisse de réglages sur-mesure ou des pré-réglages disponibles, l'application offre la possibilité à l'utilisateur du vaporisateur PAX 3 d'adapter la configuration à des besoins spécifiques (expression des terpènes, intensité de vapeur, réglage de température au dégré près).
En 2017, PAX Labs Inc. sépare la division Juul pour en faire une entité propre et indépendante qui prendra le nom de Juul Labs Inc. C'est également à cette époque que James Monsees et Adam Bowen quittent PAX Labs Inc. pour se dédier à Juul Labs Inc. 
Altria prend le contrôle de Juul Labs Inc. à partir de 2018 en montant à l'actionnariat à hauteur de 35% pour un montant de 12.8 Milliards de dollars. Cette même année Juul Labs Inc. représente 75% des parts de marché de la e-cigarette aux États-Unis et est valorisé à hauteur de 38 Milliards de dollars.
En 2018 PAX Labs Inc. reçoit un nouvel investissement de 20 Millions de dollars, confirmant une position d'acteur majeur et incontournable dans la conception de vaporisateurs de cannabis portables et connectés. 
2019 est une année clé, le 20 avril de cette année PAX Labs Inc. reçoit un nouvel investissement du montant symbolique de 420 Millions de dollars et obtient le statut de licorne, la société étant maintenant valorisée à plus de 1.7 Milliard de dollars. 
En 2020, PAX Labs lance le PAX ERA Pro, qui vient avec de nouvelles fonctionnalités de contrôle mais aussi la possibilité au travers des technologies PAXSmart de consulter des informations liées aux extraits concentrés contenus dans les PAX pods maintenant équipés de puces NFC. 
En 2021, PAX Labs lance le PAX ERA Life, une version basique dans les fonctionnalités pour les utilisateurs qui souhaitent une utilisation plug-and-play.

## Produits et innovations brevetées

### PAX
Sorti en 2012, le vaporisateur PAX est le premier vaporisateur portable vendu sous la marque Ploom. 
C'est une véritable révolution, étant le premier vaporisateur de poche discret et simple d'usage qui offre une alternative pertinente à la combustion.[passage promotionnel]

### PAX 2
Sorti le 10 mars 2015, le vaporisateur PAX 2 ; toujours commercialisé en 2021 ; est la première version de ce qui est devenu une référence dans la catégorie des vaporisateurs électronique portable. Avec un design discret et des matériaux de construction rigoureusement sélectionnés[passage promotionnel], le vaporisateur PAX 2 bénéficiait d'une garantie de 10 ans (À partir de 2016 cette garantie a été réduite à 2 ans faisant suite à repositionnement du prix public). 
Le vaporisateur PAX 2 est aussi une révolution technologique[passage promotionnel], le vaporisateur disposant entre autres d'un logiciel interne qui associé aux technologies de détection de mouvement et de détection des lèvres, permettant entre autres choses de mettre en veille d'optimiser la chauffe et par conséquent la consommation de la batterie et des matériaux consommé.
Le vaporisateur PAX 2 propose 4 niveaux de températures pré-réglées, dont la sélection peut-être contrôlée par simple pression d'un bouton unique servant également à la mise en marche ou à l'arrêt du vaporisateur. Le niveau de température sélectionnée s'observe au travers des pétales led lumineux du logo qui s'illuminent au rythme des pressions sur le bouton sélecteur.
Le vaporisateur PAX 2 a été disponible dans différents coloris et édition spéciale.

### PAX 3
Sorti en novembre 2016, le vaporisateur PAX 3 ; troisième évolution dans la gamme de vaporisateur PAX ; introduit le double usage offrant la possibilité de consommer la fleur comme les extraits concentrés grâce à un accessoire spécialement développé.
Le vaporisateur PAX 3 est doté d'une batterie plus puissante qui permet de diviser le temps de chauffe par 2 par rapport au PAX 2 et en fait un des vaporisateurs le plus performant du marché.[passage promotionnel]
En complément des technologies transposées du PAX 2 et améliorées sur le PAX 3, le vaporisateur se voit également doté du retour haptique fonctionnalité qui rend l'utilisation encore plus accessible aux utilisateurs. C'est également le premier vaporisateur à disposer d'une connectivité bluetooth qui permet le contrôle du logiciel interne du vaporisateur via une application dédiée ; développée par PAX Labs Inc. ; et disponible sur Android et iOS*. 
Au travers de l'application, le vaporisateur PAX ERA peut être verrouillé via une fonction sécurité enfant. Aussi, avec la fonctionnalité PAXFinder activée, il est possible de connaître la position géolocalisée lors de la dernière utilisation du vaporisateur.
Depuis 2019 le vaporisateur PAX 3 dispose de la certification UL 8139, norme de sécurité électrique la plus stricte du marché.[passage promotionnel]
*L'application n'étant plus disponible sous iOS à la suite du bannissement par Apple de toutes les applications considérées comme liées à la e-cigarette, en 2020 une application version ordinateur (PC & MAC) a été dévoilée. Cette version est maintenant disponible sur iOS par l'intermédiaire d'une application tierce.

### PAX ERA
Sorti en 2016 simultanément avec PAX 3, le vaporisateur PAX ERA offre une nouvelle approche en adoptant un format ultra-compact similaire à celui de la e-cigarette Juul. Outre le format c'est aussi le premier vaporisateur destiné à la consommation d'extraits liquide de cannabis à adopter un système ; propriétaire et breveté par PAX Labs Inc. ; de cartouches pré-remplies appelées PAX Pod.
Le vaporisateur PAX ERA dispose d'un système de gestion de la température contrôlée. Le contrôle de la température est de base disponible manuellement via l'insertion-retrait du PAX Pod, mouvement qui permet de sélectionner une des quatre températures pré-réglées et dont la sélection est indiquée via les pétales led lumineux.
PAX Labs Inc. étant une société technologique non productrice de cannabis, elle s'associe ; par accord de licences ; à des producteurs reconnus dans plusieurs états aux États-Unis et au Canada ; où la consommation de cannabis est régulée ; afin de proposer une large variété de PAX pod remplis d'extraits de cannabis, isolats et résine au format liquide.
Les premiers partenaires de PAX Labs Inc. pour la formulation et le remplissage des PAX Pod sont Bloom Farms, en Californie, et The Lab, dans le Colorado[réf. nécessaire]. Les PAX pod tout comme le procédé et la machine de remplissage sont brevetés. Les formulations sont celles produites par les producteurs dans le cadre d'accords et de la licence afin d'offrir des PAX Pod dont la qualité et les standards de production sont rigoureusement élaborés et contrôlés.[passage promotionnel]
En 2018, le software et l'application reçoivent une mise à jour introduisant la fonctionnalité Session Control. Au travers de cette fonctionnalité, les utilisateurs peuvent contrôler leur consommation en sélectionnant des micro, petites ou moyennes bouffées. Lorsque l'utilisateur a atteint le maximum de sa session en tirant des bouffées, le vaporisateur PAX ERA est verrouillé pendant 30 secondes, limitant la surconsommation de l'utilisateur.
Au travers de l'application, le vaporisateur PAX ERA peut être verrouillé via une fonction sécurité enfant. Aussi, avec la fonctionnalité PAXFinder activée, il est possible de connaître la position géolocalisée lors de la dernière utilisation du vaporisateur.

### PAX ERA Pro
Le 6 janvier 2020, PAX Labs Inc. dévoile le PAX ERA PRO. 
Entre autres améliorations des fonctionnalités reprises du vaporisateur PAX ERA comme le contrôle de température et Session Control, le vaporisateur PAX ERA PRO voit sa portée Bluetooth augmentée de 50% et est équipé d'un port de chargement USB-C.
Avec cette nouvelle version du vaporisateur  arrive également une version repensée du système de pod appelée PAXSmart. Cette refonte du système apporte la fonctionnalité PodID. Chaque PAX Pod est équipé d'une puce NFC qui, une fois liée au PAX ERA PRO et contrôlée via l'application, permet à l'utilisateur d'être informé en toute transparence du contenu du PAX Pod consommé, information comme la souche et les ratios, la teneur en composants actifs, les profils de saveur, les informations sur le producteur ou encore les résultats des tests réglementés par l'État.
PAXSmart apporte aussi une fonction de mémoire qui permet d'enregistrer via la puce NFC du PAX Pod les préférences et réglages du consommateur spécifique au PAX Pod consommé.
Fin 2020, le software et l'application reçoivent une mise à jour pour introduire la fonctionnalité Dose Control qui vient remplacer Session Control. 
La fonction dose control ne se limite plus seulement à chronométrer le temps des bouffées (micro, petites ou moyennes), le software calcule l'énergie réellement consommée pour produire la vapeur. Ainsi l'algorithme détermine très précisément la dose délivrée et en fonction de la limite définie par l'utilisateur, ce dernier est informé par un signal haptique (vibration) et le vaporisateur PAX ERA PRO se verrouille pendant 30 secondes, limitant la surconsommation de l'utilisateur.
Dans cette mise à jour arrive également la fonctionnalité ExpertTemp qui permet d'ajuster la température à celle recommandée par le producteur.
Au travers de l'application, le vaporisateur PAX ERA peut être verrouillé via une fonction sécurité enfant. Aussi, avec la fonctionnalité PAXFinder activée, il est possible de connaître la position géolocalisée lors de la dernière utilisation du vaporisateur.
Le vaporisateur PAX ERA PRO dispose de la certification UL 8139, norme de sécurité électrique la plus stricte du marché.[passage promotionnel]

### PAX ERA Life
Sorti en avril 2021, le vaporisateur PAX ERA LIFE, est une version entrée de gamme du PAX ERA PRO.
D'une apparence similaire au vaporisateur PAX ERA PRO dans un format plus petit (-1cm) le vaporisateur PAX ERA LIFE ne dispose pas de connectivité sans fils et ne peut donc pas être contrôlé au travers de l'application.
Tout comme pour le vaporisateur PAX ERA PRO, le contrôle de la température reste disponible manuellement via l'insertion-retrait du PAX Pod, mouvement qui permet de sélectionner une des quatre températures pré-réglées et dont la sélection est indiquée via les pétales led lumineux.

## Activisme et éducation
PAX Labs Inc. accompagne et soutien des projets socio-culturels comme le Last Prisoner Project , projet lié à l'évolution de la législation du cannabis et ses effets sociétaux aux Etats-Unis.  
Depuis 2019 PAX Labs Inc. participe et soutien activement la production de documentaire primés. Ces productions sont généralement co-produites et diffusées grâce à la participation de médias de large audience comme le magazine Vanity Fair. 
- 2020 - Dennis: The man who legalized cannabis

Gold medal Clio Cannabis Award 2020
- 2021 - The Human Toll: How the war on cannabis targeted Black America[22]

1 saison, 3 episodes (co-produit par PAX Labs Inc. / Vanity Fair-Condé Nast)